# 寿聿彭
寿 聿彭（じゅ いつほう/じゅ いっぽう、1885年 – 没年不詳）は、中華民国・満洲国の官僚・実業家。別号は先五。

## 事績
奉天法政学堂法律特別科を卒業。1915年（民国4年）4月に奉天内務府座弁、1918年（民国7年）6月に黒竜江省国防籌備処科長、1922年（民国11年）7月に東三省兵工廠庶務科長、1925年（民国14年）1月に同工廠材料科長と歴任している。その後も1926年（民国15年）2月に同工廠庶務処長兼奉天造幣廠長、1928年（民国17年）8月に西安煤鉱公司総弁、1932年（民国21年）1月に奉天省政府諮議と歴任した。
満洲国建国後の1932年（大同元年）6月、民政部土地局長に任命され、以後、地籍整理局長、恩賞局長を歴任する。1939年（康徳6年）11月6日、北安省長に任命され、1941年（康徳8年）10月11日までつとめる。1942年（康徳9年）4月、本渓湖煤鉱公司理事となり、1943年（康徳10年）時点でも在任している。
1944年以降における寿聿彭の行方は不詳となっている。